# Santuario della Madonna della Betulla
Il santuario della Madonna della Betulla (in piemontese Madona d'la Biola) è un edificio religioso della Val Varaita situato nel comune di Melle, in provincia di Cuneo e diocesi di Saluzzo.

## Storia

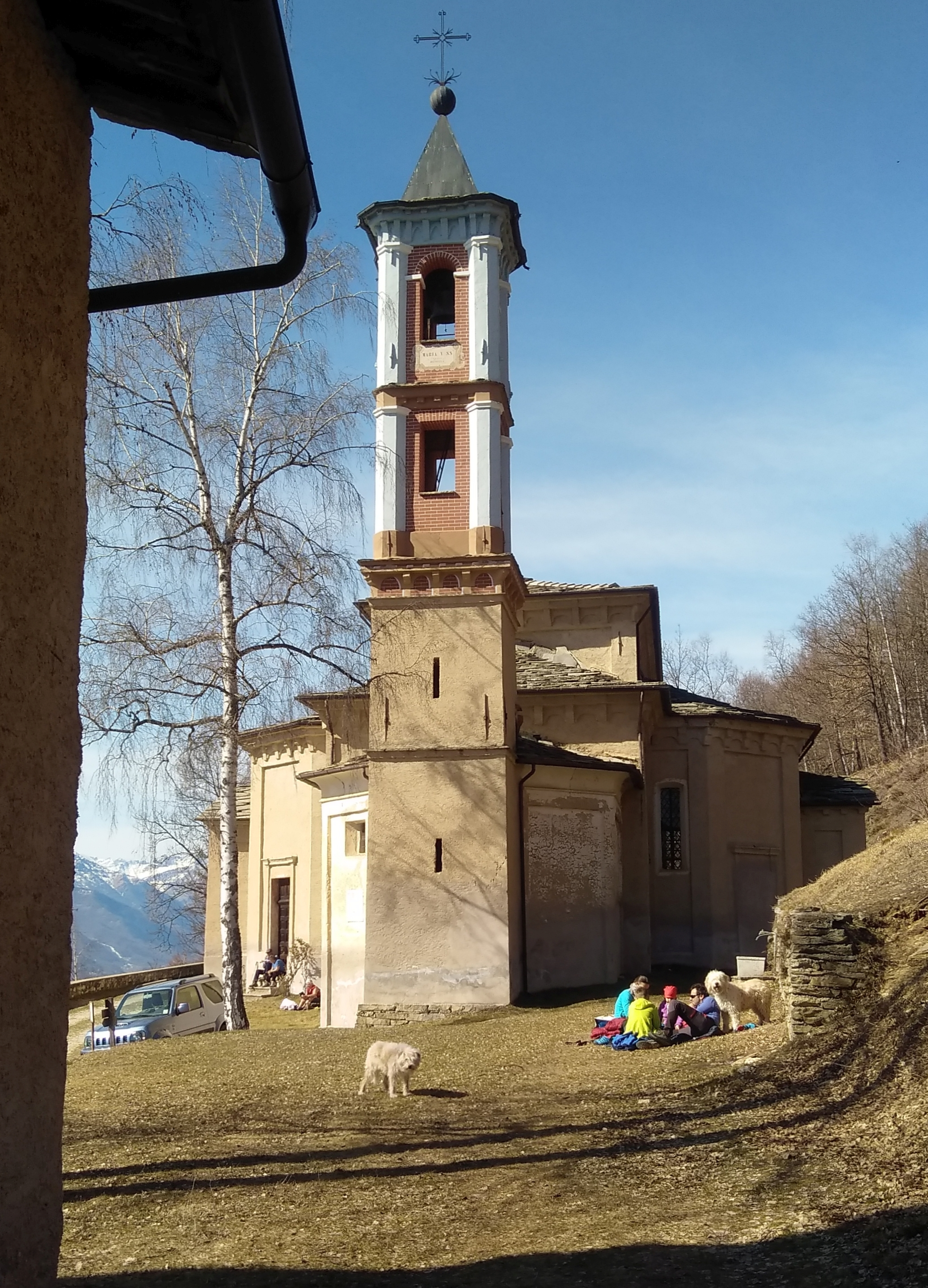
Il campanile

Il santuario è di origine medioevale, e probabilmente risale al XII secolo. Il nome deriva dalla miracolosa apparizione della Vergine Maria tra le fronde di un albero di betulla. La Madonna sarebbe apparsa a un bambino che, al tempo delle invasioni barbariche, stava fuggendo dopo che i suoi genitori erano stati uccisi. Il bimbo stremato si addormentò nel luogo dove oggi sorge il santuario; al risveglio gli apparve la Madonna che lo consolò, lo depose in una sorta di culla ricavata nella roccia (della quale rimarrebbero tuttora le tracce) e gli raccomandò infine di pregare spesso e di continuare ad essere buono. L'edificio originario era di modeste dimensioni, e ad esso risale probabilmente il frammento di un affresco quattrocentesco che raffigura una deposizione. Il santuario venne trasformato nella seconda metà del Seicento e poi subì un ulteriore ampliamento nel corso dell'Ottocento. La festa patronale si svolge il 10 settembre. La Madonna della Betulla è spesso meta di passeggiate e picnic da parte di turisti ed escursionisti, anche d'inverno con le racchette da neve.

## Descrizione

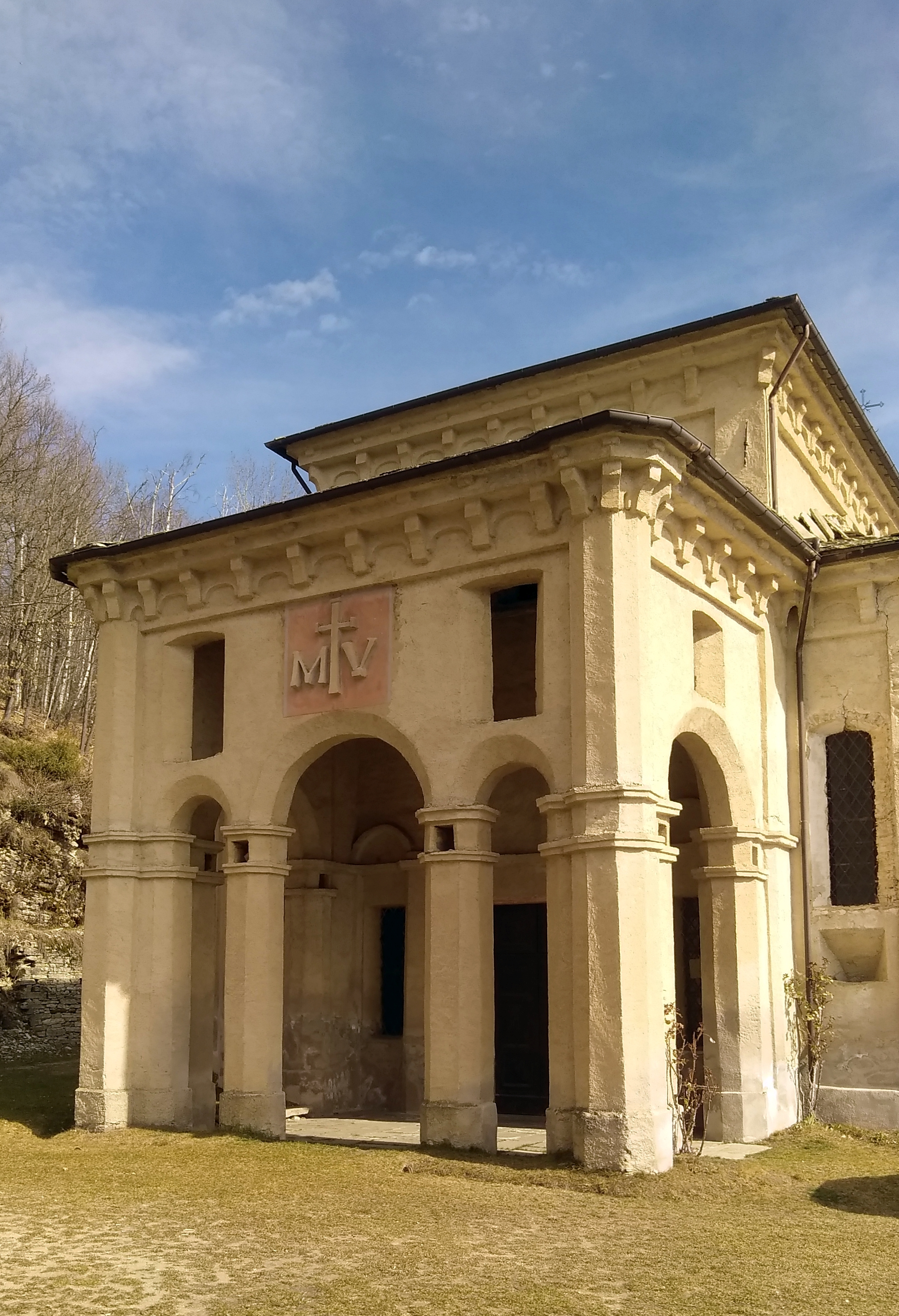
La facciata del santuario

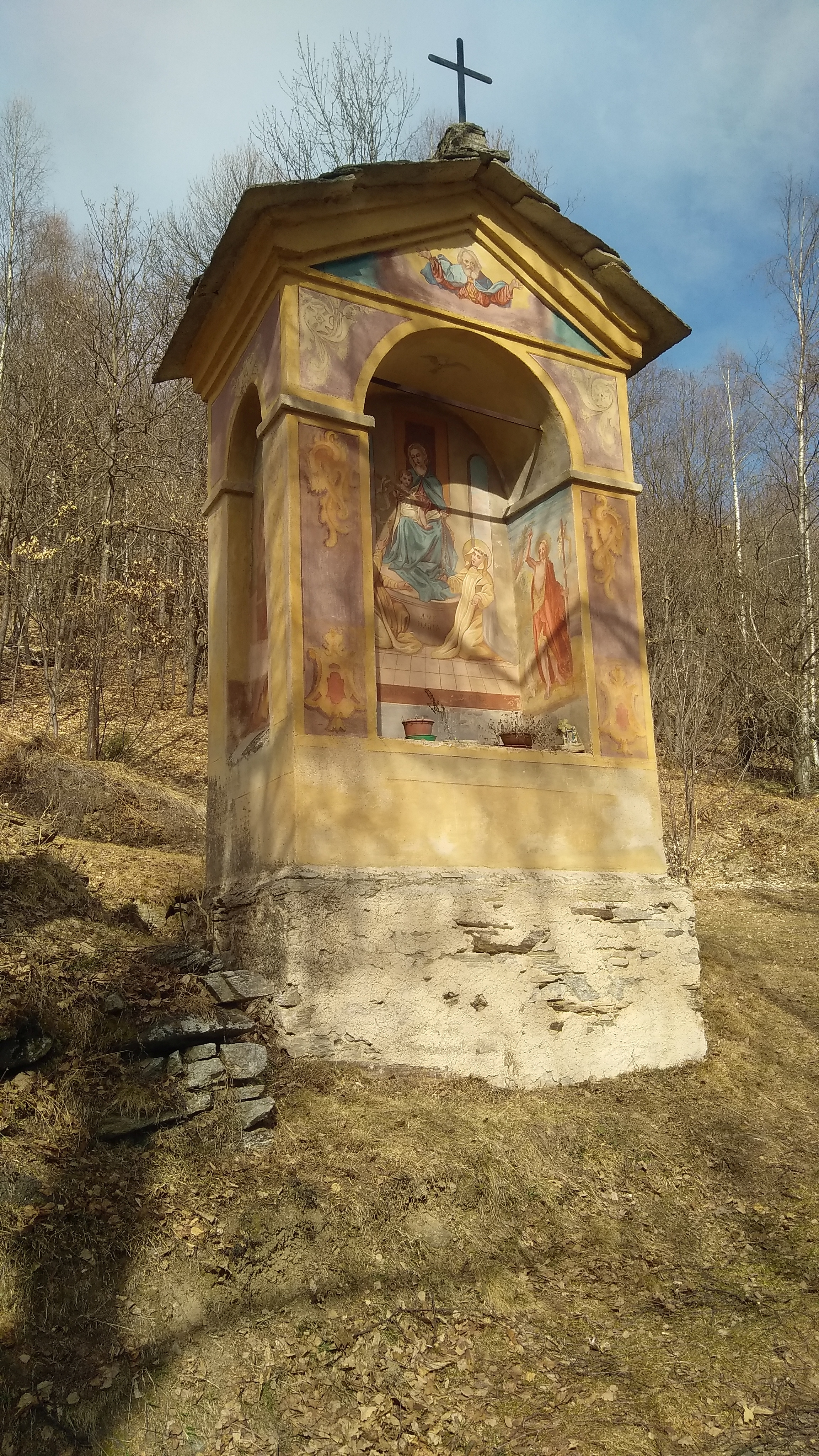
Un pilone nei pressi del santuario

L'edificio si trova a 1.160 metri di quota su un panoramico pianoro posto sul lato sinistro della Val Varaita, poco a sud del crinale che divide la vallata principale dal vallone secondario di Gilba. Si tratta di una ampia costruzione a tre navate, ciascuna delle quali dotata di un altare. Il portale di ingresso è preceduto da un piccolo portico, e il campanile è addossato all'abside; vi si può accedere passando per la sacrestia. Il complesso votivo ouò essere raggiunto con una pista sterrata, e nei paraggi si trovano vari piloni votivi riccamente decorati.